# Битка код Чеврнтије
Битка код Чеврнтије или Битка на Легету била је сукоб између српске Тимочке дивизије I позива и аустроугарске 29. дивизије који се одиграо 6. септембра 1914. током Сремске офанзиве. Аустроугарске снаге нанеле су Србима тежак пораз избацивши из строја око 6500 српских официра и војника док су саме имале за две трећине мање губитке (око 2000 људи избачених из строја).
Као спомен на дату битку данас постоји знаменито место „Поље Легет“, где се налази споменик изгинулима у бици.

## Географија бојишта
Поље Легет се налази у Срему, на левој обали реке Саве. Елипсастог је облика, укупне површине 520 хектара. Простире се јужно од друма Сремска Митровица – Шашинци – Јарак и скоро на подједнакој удаљености, око 5 километара од ових места. Та прекрасна травната равница била је прави рај за сточаре – данас пољана више не постоји. Прекривена је шумом индустријске тополе.

## Битка 1914. године
На пољу Легету 6. септембра 1914. године вођена је тактички ретка битка. За неке историчаре Битка на Легету је славна епизода и једна од најжешћих битака које је српска војска водила у Првом светском рату, у борби за уједињење свог народа. Битка је почела и завршила се у једном дану. Планирана као демонстрација прелаза, претворила се у крвави обрачун који је из строја избацио близу 8.000 српских и непријатељских војника.
Битка на Легету се водила само неколико дана после Церске победе, када је српска војска, протерујући непријатеља из своје земље, избила на северу на обалу реке Саве. Тада је Српска врховна команда добила ургентан позив од савезника Руса и Француза да пређе у офанзиву на територију Срема. У том циљу Српска врховна команда издала је наређење Другој армији под командом војводе Степе Степановића да изврши демонстрацију прелаза код Митровице, како би се обезбедио главни прелаз Прве армије Српске војске на потесу Скела – Купиново у Доњем Срему.
Команда Друге армије одређује Тимочку дивизију првог позива да изврши тај задатак. У прелазу и боју је учествовао: 13. пешадијски пук „Хајдук Вељко“ – сем једне чете из обезбеђења; затим 15. пешадијски пук „Стеван Синђелић“ у укупној јачини од два батаљона – седам чета; полубатаљон понтоњера и музика 13. пука.
Јединице 13. Пука и делови 15. Пука храбро и за Аустро-угаре неочекивано форсирају 380 метара широку реку Саву, на потезу Чеврнтија – Легет, између: Сремске Митровице, Шашинаца и Јарка и избијају на поље Легет. Овај прелаз преко реке Саве био је прво српско војно продирање на север у историји ратовања.
Одушевљено, као ослободиоци, дочекани су српски борци у Срему, о чему најбоље сведоче речи аустро-угарског генерала Поћорека, када је између осталог, рекао: „Многа места у Срему за нас су де факто непријатељска земља“.
У почетку Крајинци туку вишеструко бројнијег непријатеља. Очевидац, учесник битке, Егон Ервин Киш – чешки новинар и публициста, у својој књизи Запиши то, Киш каже: „Мени као непријатељском војнику било је драго да гледам како се Срби туку за своју отаџбину“.
„Стрњиште се плавило од покошених аустроугарских копорана“ – причали су очевици – Шашинчани. Да би на крају, у смирај дана оставши без муниције и стицајем више несретних околности доживели једну стравичну ноћ.
Данас са задовољством може се реци да Митровчани, Шапчани, Шашинчани, Јарчани и други становници околних места Срема и Мачве негују традицију и чувају успомену на Тимочку дивизију и јуначко дело неустрашиве младости, храбрих Крајинаца и Мораваца.
По речима Споменке Лазић: „Легет је место где се Тимок у Саву улива“. Са Легета је Тимочка дивизија отишла у легенду.
Један део поражених српских војника је заробљен и 55 Тимочана је умрло у румској болници, где се налази њихово војничко гробље.

## Дејства
По наређењу српске врховне команде од 4. септембра 1914. године било је предвиђено да Тимочка дивизија I позива испита стање и да по могућству форсира Саву код Чеврнтије, источно од Мачванске Митровице. Наређено је да акција отпочне у поноћ 5/6. септембра. Дејства ове дивизије од почетка су пратили бројни пропусти. Дивизија је наређење од команданта Друге армије добила тек 5. септембра, када је била удаљена од Саве преко 30 km па је форсирању морала да приступи тек након дугог, усиљеног марша. Форсирање реке почело је са знатним закашњењем: тек у 5 часова и 15 минута уместо у поноћ. Тек у 7 часова су очишћени аустроугарски истурени делови који су се налазили на левој обали реке.

Командант II армије упутиће ка Митровици Тимочку дивизију I позива са формацијским мостовим треном са задатком да покуша и по могућству изврши прелаз преко Саве у околини Митровице; да по евентуалном заузећу Митровице ову јако утврди и учини је јаким мостобраном, да одавде врши што јачи притисак на непријатеља у циљу олакшавања и потпомагања акције 1. армије како при њеном преласку преко Саве тако и при њеном даљем напредовању за непријатељем.

До 13 часова и 20 минута пребачено је само 6 батаљона и једна пољска батерија од три топа. Владимир Кондић, командант дивизије, уверен да непријатељ у овом рејону нема већих снага, наредио је да се обустави пребацивање трупа понтонима и да се приступи постављању понтонског моста. Због грешака у прорачуну недостајало је понтона за 55 метара моста па се он морао подизати на спојним потпорама што је знатно успорило пребацивање српских снага. Оне трупе које су већ биле на левој обали Саве доведене су у тежак положај јер нити су се могле повући нити им је могла бити послата помоћ. Аустроугари су у ширем рејону имали на располагању 30 батаљона, 5 ескадрона и 12 батерија.
Нерационална тактичка употреба још више је погоршала положај ових снага (13. пук без једне чете и два батаљона 15. пука са једном пољском батеријом). Уместо да бране узак мостобран њима је наређено да наступају дивергентним правцима ка Јарку, Митровици и Шашинцима. 13. пук је брзо остао без резерве пошто се његов фронт превише развукао. Због појачаног отпора аустроугарских трупа, нарочито код Јарка и Шашинаца, ангажована су и 2 батаљона 15. пука па је ова српска групација у потпуности остала без резерве. Генерал Кондић и даље није увиђао сву озбиљност стања. То је погодовало аустроугарским трупама које су планирале да бочним ударима одсеку српске снаге а да их потом и униште.
Чим је добио податке о српском продору у Срем, генерал Краус, командант 29. дивизије, издао је наређење својим јединицама да енергично нападну и униште српске трупе код Митровице. У складу са овим наређењем 58. бригада је, око 18 часова, напала из правца Шашинаца обухватајући једним делом српско лево крило. Снаге 57. бригаде напале су превише развучен десни бок српског мостобрана. Центар и лево крило српског 13. пука I позива, под притиском надмоћнијег непријатеља, били су принуђени на повлачење. Нарочито расуло захватило је 2. батаљон који је у нереду појурио ка недовршеном мосту на Сави. Исто је учинила и пребачена пољска батерија која је изнад себе дигла облак прашине. То је изазвало панику међу трупама 3. батаљона чији су војници помислили да је у питању непријатељска коњица. Мада је забуна брзо отклоњена дошло је до велике гужве на обали што је изазвало неред међу трупама. Лакши рањеници појурили су ка најближем понтону, напунили су га и изврнули се у воду заједно са њим. Паника се брзо ширила међу српским трупама. Први покушај официра да уведу ред пропао је. Тек око 19 часова официри су успели да увере војнике да ће мост убрзо бити готов и да не треба ометати понтонире. Формиран је један батаљон под командом потпуковника Милана Миљковића ради непосредне заштите моста.
Снажан аустроугарски напад изведен око 23 часа поколебао је Србе. Маса војника јурила је ка Сави. Мост је попустио па је велики број војника пао у Саву. Никаква средства која су старешинама стајала на располагању нису могла да поврате ред међу трупе и да организују одбрану. Они који нису препливали Саву подавили су се или су пали у руке непријатељу. Из строја је избачено 6366 војника и официра, изгубљена су 3 топа и 12 митраљеза. Аустроугари су имали око 2000 избачених из строја. Аустроугарски 92. пук 57. бригаде одликован је Витешким крстом војног ордена Марије Терезије. Неуспех Тимочке дивизије I негативно се одразио на дејства Прве армије али је она наставила офанзиву након више дана неактивности.
Приликом пуцања понтонског моста командант 13. пука „Хајдук-Вељко“ Тимочке дивизије, узео је пуковску заставу и дао је санитетском мајору др. Миливоју Петровићу, праунуку Хајдук-Вељка, односно његовог млађег брата војводе Милутина Петровића, који је обмотао заставу око тела и пливајући пренео је на другу обалу Саве.

## Одговорност
Убрзо након пораза генерал Кондић је смењен. Он је изведен пред војни суд и осуђен на годину дана, али је ова казна након рата поништена. У послератној војној литератури кривица за пораз код Чеврнтије пребацивана је на више командовање. О одговорности може бити речи само ако се критикује спремност да се прати политика Владе која је желела да испоштује захтеве савезника и недовољна техничка опремљеност дивизије (Врховна команда је у периоду непосредних припрема издвојила из Тимочке дивизије 21 метални понтон, али је она могла уз рационално коришћење да и са доступним техничким средствима изврши постављени задатак). Најтеже последице по ову операцију српске војске имало је наређење генерала Кондића да око 13 часова обустави пребацивање трупа понтонима. Да је пребацивање понтонима настављено Тимочка I би успела да пребаци своје главне снаге и да пре напада 29. дивизије има повољан однос снага за одбрану (1:1). Тако би највероватније успела да изврши задатак који јој је у условној форми изложио војвода Путник.

## Спомен на битку
Као спомен на Битку на Чеврнтији данас постоји знаменито место „Поље Легет“, где се налази споменик изгинулима у бици. Оно се налази источно од Сремске Митровице, код села Шашинаца.

## У књижевности
Ову битку описује Милутин у Књизи о Милутину Данка Поповића.
Опис битке (посматрану са десне обале Саве) је присутан и у аутобиографском роману Стевана Ј. Јаковљевића Српска трилогија који је у време битке био артиљеријски поднаредник у 5. пољској батерији Тимочке дивизије 1. позива.
Опис битке описује и сремскомитровачки новинар, Милан Миливојевић, у свом делу "Поглед преко реке". Сама битка представља врхунац драматургије наведеног дела.
У филму Заспанка за војнике је урађена сцена преласка српске војске преко мање реке преко понтона,потом напад Аустријске војске и рушење понтона под теретом војске који је сличан бици на Чеврнтији. Иако у филму није наглашено да се ради о бици на Чеврнтији, треба узети у обзир да је филм рађен према мотивима романа Српска трилогија Стевана Јаковљевића, да је Јаковљевић главни јунак у филму, да је у његовој књизи описана битка на Чевртнији и да сцене у филму по радњи одговарају бици на Чеврнтији.
Битку на Чеврнтији помиње у свом роману Велики Јуриш и Слободан Владушић.